# Починки – Грязовець

Газогін Починки — Грязовець на мапі Росії

Починки — Грязовець — газопровід на півночі Росії.
На початку 21-го століття у розвитку газової промисловості Росії розпочались два мегапроекти — освоєння гігантських родовищ Ямалу та спорудження експортних потужностей через Балтійське море. Спрямувати ямальський газ за останнім маршрутом видавалось очевидним, проте перспективний обсяг видобутку (до 300 млрд м³ на рік) повинен значно перевищити сукупні потреби «Північного потоку» та «Північного потоку-2». Тому виникла думка об'єднати північний (Ямал — Ухта — Торжок) та центральний (Уренгой — центр) газотранспортні коридори для більш оптимального маневрування потоками газу: на першому етапі це дозволяло гарантувати достатній об'єм ресурсу для «Північного потоку» шляхом поставок із центрального газотранспортного коридору, надалі ж по мірі розвитку видобутку на Ямалі напрям руху в газопроводі повинен змінитись на протилежний для поставок у центральну частину Росії та до південного транспортного коридору, який планують створити для забезпечення роботи «Південного потоку».
У ролі такої перемички між транспортними коридорами обрали маршрут Починки — Грязовець. Останній пункт лежав на трасі Ухта — Торжок та слугував вихідним пунктом для трубопроводу «Грязовець – Виборг» (продовженням якого і є «Північний потік»).
Загальна протяжність трубопроводу 650 км, діаметр 1420 мм, робочий тиск 7,4 МПа. Потужність при введенні 6 компресорних станцій може становити до 36 млрд м³ на рік, проте їх будівництво коригуватиметься в залежності від потреби.
Будівництво розпочалось у 2007 році, а ввели об'єкт у дію в грудні 2011 із компресорною станцією «Іванівська». Саме тоді розпочалось заповнення трубопровода «Північний поток», для чого до осені 2012 (введення в дію системи Бованенково — Ухта — Грязовець) газ постачали переважно через Починки — Грязовець.
У 2012 році ввели ще одну компресорну станцію «Вязниківська».